# Елышев, Олег Вячеславович
Оле́г Вячесла́вович Е́лышев (30 мая 1971, Калининград, РСФСР, СССР) — российский футболист, полузащитник, нападающий.

## Карьера
Выступал за российские команды «Балтика» (Калининград), «Факел» (Воронеж), «Текстильщик» (Камышин), «Локомотив» (Москва), южнокорейский «Анян Эл-Джи Читас», израильский «Хапоэль» (Хайфа).
С 2006 года работает тренером.

## Достижения
- Серебряный призёр чемпионата России: 1995
- Бронзовый призёр чемпионата России: 1994
- Обладатель кубка России: 1996
- Обладатель кубка Южной Кореи: 1998
- Список 33 лучших футболистов чемпионата России: 1993